# 흑거미 편지

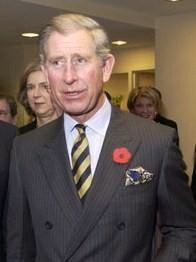

흑거미 편지(Black spider memos)는 영국 찰스 황태자가 영국 내각의 총리, 장관에게 보내는 친필 편지이다. 흑거미 메모라고도 한다.

## 역사
영국 여왕은 정치에서 완전히 물러난 것은 아니다. 영국 총리는 매주 수요일 영국 여왕을 독대하여 업무보고를 한다.
찰스 황태자는 친필로 편지를 작성한다. 이것이 다시 타이핑 된다. 이를 다시 황태자가 서명을 위해 받아서 읽으면서, 문장에 밑줄을 치거나 느낌표를 쓰고, 여백에 친필로 다시 메모를 검은색 또는 빨간색 잉크로 추가한다. 이 여백에 쓴 황태자의 친필이 악필이라고 해서 흑거미 메모라고 부른다.
2007년 7월, 왕실이 스코틀랜드에 있는 저택 덤프리스 하우스(en:Dumfries House)를 구입할 때 스코틀랜드 자치정부가 500만 파운드(91억원)를 기부해줘 고맙다고 편지를 보냈다.
2008년 6월 7일, 찰스 왕세자는 새먼드에게 편지를 보내 자신의 식품회사가 저탄소시스템을 갖추는 데 전문가를 파견해달라고 요청했다.
2009년 6월 15일, 찰스 왕세자는 스코틀랜드 자치정부 현직 수반이던 앨릭스 새먼드에게 자신이 후원하던 단체 '토양연합'의 건강식품 캠페인 지원금이 삭감됐다며 도와줄 방법이 없느냐고 물었다. 새먼드는 토양연합이 이미 14만8천여 파운드(2억7천만원)의 스코틀랜드 정부 지원금을 받았지만 또다른 지원 방법이 있는지 알아보겠다고 답했다.
흑거미 편지가 배달되면, 장관의 비서는 장관의 모든 결재서류 맨 위에 편지를 올려놓는다.

## 가디언
가디언은 '흑거미 메모' 공개를 위해 10년간 정부와 법정다툼을 벌였다. 2005년 롭 에번스 기자가 2005년 정보공개법에 따라 소송을 제기, 영국 대법원까지 끈질기게 따라붙어 2015년에 승소 판결을 받아냈다. 가디언은 영국 1위의 좌파 일간신문이다.
영국 정부는 흑거미 메모 공개 판결을 막으려고, 10년 동안 소송비용에만 40만 파운드(약 7억원)를 쏟아부었다. 이들 서한은 찰스 왕세자가 영국 헌법에 정해진 정치적 중립 원칙을 저버렸다는 논란을 불러일으키고 있다. 당초 영국 정부가 서한 공개에 반대한 이유는 찰스 왕세자가 정치적 중립에서 벗어났다는 사실이 드러나면 미래 군주로서 입지를 심각하게 손상당할 것을 우려해서다.
2015년 5월 13일, 영국 대법원의 판결에 따라 공개된 찰스의 편지는 2004년 9월부터 2005년 4월 사이에 보낸 27개다. 토니 블레어 총리와 산업부, 보건부 등 7개 부처 장관이 수신인이다.

## 참견꾼 찰스
찰스 왕세자가 흑거미 편지로 영국 내각의 정치에 자주 개입하기 때문에, "참견꾼 찰스"(meddling prince)라는 별명이 붙었다. 메들링은 쓸데없이 참견한다는 의미이다.

## 북한
찰스 황태자 처럼, 북한 김정은 위원장도 타이핑 된 결재서류의 여백에 친필로 메모를 하며, 이러한 친필 메모가 있는 문서는 다른 문서보다 우선시 되어 집행된다. 이를 1호 제의서라고 부른다.